# Voie de fait
La voie de fait désigne, dans le droit pénal des pays romano-civilistes, une violence « légère » commise à l’encontre d’une personne, sans provoquer de lésion corporelle. En droit civil et en droit administratif français, la voie de fait désigne un comportement ou un acte portant atteinte aux droits de la personne.
Dans les pays de common law comme le Canada, l'infraction de voie de fait (anglais ː assault) désigne l'emploi de la force (ou les menaces gestuelles d'emploi de la force) sans le consentement de la personne qui la subit. Cette infraction est donc sémantiquement plus proche des « coups et blessures » des pays de droit romano-civiliste.

## Droit par pays

### Canada

#### Droit pénal
En droit pénal canadien, la voie de fait est une infraction criminelle sanctionnée par les articles 266 à 270 du Code criminel. La loi pénale distingue entre les voies de fait simples (art. 266 C.cr.) et les voies de fait graves (art. 268 C.cr.). Elle prévoit des circonstances aggravantes lorsque la victime est un conducteur de véhicule de transport en commun (art. 269.01 C.cr.) ou un agent de la paix (art. 270 C.cr.) L'art. 267 C.cr. punit l'agression armée lorsque l'accusé porte, utilise ou menace d'utiliser une arme. L'arrêt R. c. Jobidon est un arrêt de principe en matière de voie de fait.

#### Responsabilité délictuelle de common law
En responsabilité délictuelle de common law, le délit civil de voie de fait est « [TRADUCTION] la menace ou l'usage de la force sur une autre personne qui fait que cette personne a une appréhension raisonnable d'un contact nuisible ou offensant imminent ». La différence entre le délit civil de batterie et le délit civil de voie de fait est que le délit civil de batterie implique de toucher une personne sans son autorisation, tandis que le délit civil de voie de fait a une portée plus large car outre les atteintes physiques, il peut également inclure des menaces susceptibles d'être mises à exécution. La voie de fait est un délit civil intentionnel.

#### Droit civil québécois
En droit civil québécois, frapper quelqu'un équivaut à commettre une voie de fait et constitue une faute au sens des règles de responsabilité extracontractuelle de l'article 1457 du Code civil du Québec,. Des menaces de voie de fait entrent également dans la notion de faute extracontractuelle.

### France
En droit français, la voie de fait renvoie à différentes notions selon la branche du droit étudiée.
- En droit pénal, la voie de fait est une violence quelconque envers une personne ne constituant ni une blessure ni un coup (physiquement). Cela peut inclure une insulte ou menace ouvertement adressée aux autorités judiciaires (par exemple la police). Un acte de désobéissance aux demandes du représentant de la loi peut aussi être considéré comme étant une voie de fait[réf. nécessaire].
- En procédure civile en France, on entend par voie de fait tout comportement portant ouvertement atteinte à des droits personnels ou méconnaissant à l'évidence une disposition législative ou réglementaire et justifiant, de ce fait, le recours à la procédure de référé en vue de faire cesser ce trouble manifestement illicite.[réf. nécessaire]
- En droit administratif en France, la voie de fait est une illégalité manifeste de l'administration commise dans l'accomplissement d'une opération matérielle d'exécution. L'administration porte alors atteinte, de façon grave, au droit de propriété ou à une liberté fondamentale, soit en prenant une décision insusceptible de se rattacher à ses attributions (voie de fait par manque de droit), soit en procédant à l'exécution forcée injustifiée d'une décision, même légale (voie de fait par manque de procédure). L’arrêt du Tribunal des conflits, Bergoend du 17 juin 2013 est venu restreindre le champ de qualification de la voie de fait à une atteinte grave au droit de propriété conduisant à l'extinction du droit de propriété ou à une liberté individuelle et non plus une liberté fondamentale.

### Suisse
L'art.126 du Code pénal suisse punit les voies de fait d'une amende, les voies de fait sont définies en droit pénal suisse comme un comportement agressif ne causant ni lésion corporelle ni atteinte à la santé.
En cas de marques sur le corps, de blessures et de douleur, il peut s'agir de lésion corporelle simple (art.123 CP) ou grave (art.122 CP).